# Dravska marka
Dravska marka (nemško za " marko ob (reki) Dravi") je bilo zgodovinsko ozemlje Svetega rimskega cesarstva in njegovih predhodnikov v srednjem veku. Nastala je v drugi polovici 10. stoletja in je zajela območje od vzhodne meje karolinškega karantanskega okrožja od Podjune (nenško: Jauntal) (to je Dravska dolina med izlivom rečic Bela in Žvabekom (Schwabegg) do današnjega Ptuja) in ozemlja Ormoža. Po letu 1147 je bila priključena Marki na Muri in sestavljala na novo oblikovane Štajerske marke/Karantanske marke, iz katere je kasneje nastala vojvodina Štajerska. Druge oznake za ozemlje so bile Ptujska marka ('Mark Pettau'), Mark hinter dem Drauwald ('Marka onkraj Dravskega gozda'), 'Grofija onkraj Dravskega gozda', Marchia transsilvana/transsylvana,  Pitouiensis, in untere Karantaner Mark ('spodnja karantanska marka').

## Geografska lega
Ozemlje marke je ustrezalo ozemlju Gaua (okrožje) Dravsko polje (Zistanesfelda), ki je prečkal reko Dravo, južno od mesta, kjer se ji približa Mura.
Koroška grofija Podjuna (nemško: Jaune, Jaunetal) je verjetno imela svojo vzhodno mejo pri  Muti (nemško: Hohenmauthen - kar pomeni "visoko mitnico"), naprej po toku reke Drave pa se je začel gost Dravski gozd, ki se je razredčil šele pri Mariboru, ki se prvič omenja po letu 1147. Pri kraju  Bistrica ob Dravi, 10 km zahodno od Maribora, je bila notranja mitnica, ki je izpričana že leta  1093, ki je omenjena kot mitnica "Ptujske marke", ki je bilo drugo alternativno ime za marko, ki izvira iz glavnega mesta poselitve sedanjega  Ptuja (nemško: Pettau)
Tok potokov Velka in Črmenica (nemško: Wölka-Tschermenitzen) je bil sprejet kot meja znotraj samega dravskega gozda. Ozemlja zahodno od te črte — Radlje ob Dravi, Muta, Vuzenica in Slovenj Gradec — so še vedno v ožjem pomenu spadala pod vojvodino Koroško (od leta 976). Na severu je marka segala do vrha Kozjaka, na vzhodu do reke Mure in na jugu do razvodja Savinja - Dravinja. Vzhodna meja z Ogrskim kraljestvom je bila slabo definirana; gospostvo  Borl  (Ankenstein) je bilo avtonomno ozemlje (Alod) do vladavine Maksimilijana I.; Središče ob Dravi (Polstrau) pa je bilo do leta 1803 madžarski fevd salzburške nadškofije.

## Zgodovina

### Nastanek
Po nemški zmagi v bitki na Leškem polju leta 955, je bila ogrska grožnja odstranjena za nekaj časa in posledično si je Sveto rimsko cesarstvo v letih 970–980  vzpostavilo širok pas mejnih mark proti jugo-vzhodnim grožnjam. To je vključevalo Avstrijsko marko (takratno Marcha orientalis po latinsko ali Ostarrîchi v stari visoki nemščini), Marko na Muri (Karantansko marko, ki je kasneje postala Štajerska marka), Dravsko marko, Savinjsko marko (ki se je takrat raztezala daleč na jug preko reke Save in je vključevala Slovensko marko), ter Kranjsko marko in Istrsko marko. Veronska marka in Furlanija sta že bili integrirani v ozemlje, ki postane severna polovica cesarstva do leta 952.

Grof (nemško Graf) z imenom Rachwin je bil omenjen leta 980, v čigar grofiji je mož po imenu Willihalm (oče poznejšega mejnega grofa Viljema Savinjskega) od cesarja Otona II dobil poznejše gospostvo Vitanje (Weitenstein).
Leta 985 je Oton III. zaradi posredovanja koroškega vojvode Henrika grofu Rachwinu podelil 15 kraljevih hub (zemeljska enota) v Razvanju  (Rossweinu), južno od Maribora. To je verjetno isti grof Rachwin, ki je bil imenovan leta 980.
Do leta 1005 je bilo ozemlje Ariba, mejnega grofa v Podjuni  (Junski dolini) v upravljanju brata škofa Albuina iz Brixena člana rodbine Aribonidov, ki je imel velike posesti na Bavariskem, v Salzburgu, Koroškem in  Štajerski marki (konkretno okoli Leobna in Straßganga, kot tudi v dolini Drave Savinjski marki.

### Cerkvena organizacija
V 12. stoletju je več župnij na območju okoli oglejskega patriarhata (južno od Drave, večinoma v sodobni severni Italiji) in salzburške nadškofije (severno od Drave) – »matičnih župnij« z vikariati in lastniškimi cerkvami plemičev. — so bili strnjeni v naddekanate v skladu z načrtovano delitvijo cerkvenega ozemlja Karla Velikega leta 811.

### Spanheimi
Leta 1122 je koroški vojvoda Henrik IV. Spanheimski prenesel grofovski naslov v 'Marko onkraj Dravskega gozda'  (Mark hinter dem Drauwald) bratu Bernardu. Hkrati je njegov urad razširjen do  Dravograda  (Unterdrauburga).
Grof Bernard je bil poročen s Kunigundo, hčerko Štajerskega mejnega grofa Otokarja II. Po smrti Bernarda leta 1147 med Drugo križarsko vojno v Laodiceji v Mali Aziji, so vsi njegovi alodi in ministeriali, kot tudi fevdalni urad mejnega grofa pripadli Otokarju III. Štajerskemu, sinu Otokarja II., ki je bil brat Kunigunde. To je vključevalo gospostvo Marbor, Limbuš in Radgono, in ministeriale v Mariboru, Limbušu, Hajdini in Draneku ali Treun, kot tudi advokatstvo (Vogtei) nad salzburškim gospostvom na Ptuju. S tem se je končala politična odvisnost marke od Koroške.
Leta 1164 je Otokar III. ustanovil Kartuzijo Žiče iz svoje Spanheimske dediščine.

### Babenberžani
Ob prelomu v 13. stoletje je salzburški ministerial Friderik Ptujski Ogrski iztrgal fevdalno območje Ormoža.

### Ogrska, Češka
Po izumrtju Babenberžanov leta 1246 je njihova dediščina, torej Avstrija in Štajerska, seveda zelo zanimala številne vladarje. Leta 1254 je štajersko podravsko ozemlje skupaj z velikimi deli preostale Štajerske z Budimskim mirom pripadlo Ogrski. Vendar pa si je češki kralj Otokar II. po zmagi v bitki pri Kressenbrunnu leta 1260 to ozemlje skupaj s preostalo Štajersko priključil. V bitki na Moravksem polju leta 1278, v kateri je Otokarja premagal cesar Rudolf I. Habsburški, je Otokarja ubil vitez iz rodu Mahrenberških. ( Seifried von Mahrenberg, ugledni štajerski plemič, je bil nekaj let prej pod Otokarjem mučen in umorjen zaradi neresnične trditve.)

### Habsburžani
Leta 1336 je bila marka pri Mariboru  (march umb Marchpurg) še omenjena.
Leta 1362 je območje Slovenj Gradca  (Windischgraz), ki je bilo v posesti Oglejskega patriarhata od leta 1228 (in pred v posesti grofov Andeških; glej Henrik II istrski mejni grof), pripadlo Habsburžanom, vendar pa hkrati ni pripadala niti Štajerski niti Koroški. Leta 1407 je de facto postalo del Štajerske, čeprav de jure ni bilo Štajersko do 1482.